# Fakulteta za fiziko na Dunaju
Fakulteta za fiziko (izvirno nemško Fakultät für Physik), s sedežem na Dunaju, je fakulteta, ki je članica Univerze na Dunaju.